# Il braccio violento del Thay-Pan
Il braccio violento del Thay-Pan è un film di arti marziali.
È un film di montaggio italiano ottenuto dall'unione di parti di tre film diversi, con l'aggiunta di una voce narrante come filo conduttore.

## Trama
Bruce Lee narra alcune vicende di ingiustizia e prevaricazione subite dalla sua gente, la quale però decide di ribellarsi.
Fra pericolosi malavitosi, spietati giapponesi invasori e vigliacchi lottatori, solamente la nobile arte del Thay-Pan potrà ristabilire l'ordine e la giustizia.

## Produzione
Il film consiste nell'unione di parti sintetizzate di tre film diversi con una voce narrante (è quella di Pino Locchi) come filo conduttore per legare la discontinuità delle storie. La voce si spaccia per quella di Bruce Lee, ma è soltanto un trucco per attrarre pubblico, come sovente accadeva alla fine degli anni settanta, quando il boom del cinema di kung-fu raschiava il fondo del barile distributivo: nel 1978 l'attore era morto già da cinque anni, e nessuno dei film originali ha una voce narrante, eccezion fatta per Dalla Cina con furore, dove però la voce del doppiatore italiano Massimo Turci è solo all'inizio, per tradurre la didascalia cinese che contestualizza il film. E soprattutto nessuno dei tre aveva nulla a che fare con Lee. Sono tutti del 1972, ma usciti in Italia nella stagione 1973–74 all'epoca del successo del filone:
- Mani che stritolano (titolo cinese: Tie zhang xuan feng tui, titolo inglese: Lady Whirlwind), diretto da Huang Feng;
- Mani di ferro (Tang shou tai quan dao, Crush), diretto da Do Kuang Chee;
- Dopo l'urlo un uragano di violenza (Mang Quan, Blind Boxer), diretto da Cheung Sum (e sceneggiato, come il precedente, da Ni Kang/I Kuang, detto "The Cat" e probabilmente il più prolifico sceneggiatore del filone, visto che fra titoli ufficiosi ed ufficiali pare abbia scritto 300 film!).

La prima parte del film è apprezzabile per la presenza di Angela Mao, attrice di estrazione teatrale e praticante dello stile coreano Hap Ki Do; era forse la più "cult" delle attrici che si cimentarono con successo nel genere marziale. Inoltre nel film Angela si scontra con un giovanissimo Sammo Hung, all'epoca maestro d'armi e stuntman, che negli anni '80 sarebbe diventato famoso in Asia con i suoi film come attore e regista, sovente in coppia con l'amico d'infanzia Jackie Chan, e negli anni '90 avrebbe avuto una notorietà anche in America grazie alla televisione. Mani che stritolano è un tipico prodotto Golden Harvest, la casa che lanciò Bruce Lee, girato per lo più in interni, con tutti i pregi e difetti tipici della formula standard del lowbudget marziale di allora. Curiosamente in America fu lanciato col titolo Deep Thrust, per giocare sull'assonanza con Deep Throat, cioè Gola Profonda, un porno di successo dello stesso periodo.
Nella seconda parte vengono raccontati i soprusi che i coreani subirono dai giapponesi invasori, i quali volevano apprendere a tutti i costi l'arte del taekwondo, custodita gelosamente dai maestri. L'eroe solitario cinese arriverà in Corea proprio quando scoppia una ribellione dei guerrieri coreani, uno dei temi classici dei film di arti marziali (un altro esempio illustre è Dalla Cina con furore), schierandosi dalla parte dei coreani e sgominando insieme la minaccia giapponese.
Questo tipico eroe solitario è interpretato da Jason Pai Piao, presente anche nella terza parte del film (parimenti ad altri attori, giacché ambedue le pellicole furono prodotte dalla medesima casa, la Yangtze), dove verrà accecato perché perda un incontro che però vincerà grazie agli allenamenti di un maestro cieco. Quest'ultimo segmento si differenziava all'epoca poiché ambientato in un paesaggio innevato, glaciale, che conferiva a Blind Boxer un'atmosfera se non altro diversa, coi protagonisti infagottati in abiti pesanti e sciarponi. Tutte e tre le pellicole originali furono distribuite in Italia dalla Fida cinematografica, che essendo ancora in possesso dei diritti (che scadevano per l'appunto nel 1978), decise di rimontarle in una versione "digest" per sfruttare lo sfruttabile. Peraltro Thay-Pan non è nemmeno un'arte marziale ma un termine cantonese che significa più o meno "Capo Supremo", "Superiore", spesso usato per i commercianti più influenti nella Hong Kong dell'800.